# Sanguñedo (Baños de Molgas)
Sanguñedo es un lugar situado en la parroquia de Betán, del concello de Baños de Molgas, comarca de Allariz-Maceda, en la provincia de Orense, Galicia, España.